# Visitara brunneiplaga
Visitara brunneiplaga là một loài bướm đêm trong họ Geometridae.